# 546 Іродіада
546 Іродіада (546 Herodias) — астероїд головного поясу, відкритий 10 жовтня 1904 року Паулєм Ґьотцом у Гейдельберзі.